# Mielęcin (Pyrzyce)
Mielęcin [mjɛˈlɛnt͡ɕin] (deutscher Name: Mellentin, alte Schreibweise: Mellenthin) ist ein Dorf in der polnischen Woiwodschaft Westpommern. Es gehört zur Stadt- und Landgemeinde Gmina Pyrzyce (Pyritz) im Powiat Pyrzycki (Kreis Pyritz).

## Geographie
Das Dorf liegt in der Neumark, etwa 8 km südlich von Pyrzyce (Pyritz) und 45 km südöstlich von Stettin.

## Geschichte
Das Dorf war Stammsitz des urkundlich erstmals 1250 erwähnten Adelsgeschlechts von Mellenthin.
Vor 1945 bildete Mellentin eine Landgemeinde im Kreis Soldin der preußischen Provinz Brandenburg. Die Gemeinde zählte im Jahre 1933 841 Einwohner und im Jahre 1939 820 Einwohner.